# What's My Line?
What's My Line? was een Amerikaans spelprogramma. Van 1950 tot 1967 werd het programma uitgezonden door CBS. Nadat de show stopte bij dit netwerk, verscheen het tot 1975 in syndicatie. Het programma won drie Emmy Awards voor Best Quiz or Audience Participation Show in 1953, 1954 en 1959 en een Golden Globe voor Best TV Show in 1962. In 2013 riep het Amerikaanse tijdschrift TV Guide What's My Line? uit tot een van de 60 beste spelprogramma's ooit.
Tijdens het spel moet een panel van vier (bekende) personen raden wat het beroep (line of work) van een gast is aan de hand van ja/nee-vragen. Wanneer de tijd om is, of als de gast tien keer een vraag met "nee" heeft beantwoord, wint de gast.
De show werd gepresenteerd door John Charles Daly. Vaste panelleden waren Arlene Francis, Dorothy Kilgallen en Bennett Cerf.